# Карија (Месина)
Карија је насеље у Италији у округу Месина, региону Сицилија.
Према процени из 2011. у насељу је живело 81 становника. Насеље се налази на надморској висини од 410 м.